# Romario Benzar
Romario Sandu Benzar, född 26 mars 1992 i Timișoara, är en rumänsk fotbollsspelare som spelar för Botoșani. Han har även representerat Rumäniens landslag.

## Karriär
Den 3 juni 2022 värvades Benzar av Farul Constanța, där han skrev på ett tvåårskontrakt.